# Zhang Yuan (calciatore)
Zhang Yuan (张远S, Zhāng YuǎnP; Pechino, 8 dicembre 1989) è un calciatore cinese, attaccante svincolato.